# Вања Ејдус
Вања Ејдус (Београд, 1. новембар 1976) српска је глумица.

## Биографија
Рођена је 1. новембра 1976. године у Београду, као прво дете у браку Милице, архитекте, и Предрага Ејдуса, глумца мешовитог српско-јеврејског порекла. Студирала је глуму на Факултета драмских уметности у Београду, у класи Гордане Марић. Професионално је глумом почела да се бави још као студенткиња. Већ 2002. године је добила Стеријину награду за насловну улогу у Хасанагиници, коју је режирао Јагош Марковић. После тога је одиграла још двадесетак главних и низ других улога и на позоришној и на филмској сцени.
Од 2008. до 2012. је била у браку са арабистом и исламологом Иваном Костићем, сином глумице Станиславе Пешић. Из тог брака има ћерку Сану.

## Филмографија
| Год.       | Назив                          | Улога       | Напомена         |
| ---------- | ------------------------------ | ----------- | ---------------- |
| 1980-е     |                                |             |                  |
| 1989.      | Балкан експрес 2               |             | ТВ серија, 3 еп. |
| 1990-е     |                                |             |                  |
| 1999.      | Форма формалина                | ћерка       | кратки филм      |
| 2000-е     |                                |             |                  |
| 2002.      | Подијум                        |             |                  |
| 2003.      | 011 Београд                    | Маја        |                  |
| 2003.      | Ју                             |             |                  |
| 2003.      | Гори ватра                     | ревизор 2   |                  |
| 2006.      | Кројачева тајна                | играчица    |                  |
| 2007.      | Маска                          | Мими        |                  |
| 2008.      | Последња аудијенција           | Дара Пашић  | ТВ серија, 3 еп. |
| 2009.      | Чекај ме, ја сигурно нећу доћи | Марина      |                  |
| 2010-е     |                                |             |                  |
| 2011.      | Мирис кише на Балкану          | Ерна        | ТВ серија, 2 еп. |
| 2014.      |                                | Тара        |                  |
| 2014—2015. | Јагодићи                       | Драгиња     | ТВ серија, 4 еп. |
| 2015.      | Новајлија                      | Ади         |                  |
| 2015.      | Породица                       | Вања        |                  |
| 2016.      | Влажност                       | Наташа      |                  |
| 2016.      | Палуба испод Теразија          | Наталија    |                  |
| 2016.      | Посматрачи                     |             |                  |
| 2016—2017. | Сумњива лица                   | Мина        | ТВ серија, 7 еп. |
| 2019.      | Реална прича                   | Ирена       |                  |
| 2020-е     |                                |             |                  |
| 2020.      | Мама и тата се играју рата     | Ирена       | ТВ серија, 6 еп. |
| 2020.      | 12 речи                        | Ана Весић   | ТВ серија, 1 еп. |
| 2021.      | Дрим тим                       | Крушчићка   | ТВ серија, 2 еп. |
| 2021.      | Једини излаз                   | Праки       |                  |
| 2021.      | Једини излаз                   | Праки       | ТВ серија, 4 еп. |
| 2021.      | Небеса                         | судија      |                  |
| 2021.      | Дуг мору                       | затвореница | ТВ серија, 1 еп. |
| 2023.      | Као шећер на рану              |             |                  |
| 2023.      | Хероји Халијарда               | Јола        |                  |

## Награде
- Стеријина награда за глумачко остварење: 2003. (за улогу Хасанагинице у представи Хасанагиница)[6]
- Награда за најбоље глумачко остварење на фестивалу Дани Зорана Радмиловића: 2022. (за улогу Алексије у представи Успаванка за Алексију Рајчић)[7]
- Награда Раша Плаовић: 2022. (за улогу Алексије у представи Успаванка за Алексију Рајчић)[8]